# Senna aciphylla
Senna aciphylla là một loài thực vật có hoa trong họ Đậu. Loài này được (Benth. ex A. Gray) Randell miêu tả khoa học đầu tiên năm 1989.